# 斯凱萊恩-加尼帕 (新墨西哥州)
斯凱萊恩-加尼帕（英語：Skyline-Ganipa）是位於美國新墨西哥州錫沃拉縣的普查規定居民點。

## 人口
根據2020年美國人口普查的數據，斯凱萊恩-加尼帕的面積為20.22平方千米，皆為陸地。當地共有人口1614人，而人口密度為每平方千米79.82人。